# Jan mladší Kinský
Jan mladší Kinský z Vchynic a Tetova (německy Johann der jüngere Kinsky von Wchinitz und Tettau, 1568, Cheb – 8. června 1599, Ráb) byl český šlechtic a důstojník císařské armády z rodu Kinských.

## Život
Jan mladší se narodil jako syn karlštejnského purkrabího Jana staršího Vchynského z Vchynic (1536–1590) a jeho manželky Anny Pouzarové z Michnic.
Jan sloužil jako plukovník v armádě arcivévody Maxmiliána, s níž se v roce 1596 účastnil bojů proti Turkům v Uhrách. Se svým přítelem Vilémem Trčkou se s tisícovkou českých a třemi sty valonských vojáků usadili na jágerském hradě, který po třítýdenní hrdinné obraně musel nakonec vydat nepříteli. Zajatou posádku Turci zmasakrovali, Jan Kinský s Vilémem Trčkou a několika dalšími českými šlechtici byli odvezeni do Bělehradu, kde byli vězněni. Trčka na následky týrání brzy zemřel, Janovi se však se štěstím podařilo uprchnout.
Zahynul o několik let později, 8. června 1599 při obléhání turecké pevnosti (rakouský historik Wißgrill hovoří o rábské pevnosti a roce 1597). V některých literárních pramenech (rodokmen s manželstvím s jistou Kaplířovou ze Sulevic) se jako rok Janovy smrti uvádí zjevně nesprávně 1699. (Folkmann).